# (525) Adelaide
(525) Adelaide – planetoida z pasa głównego asteroid.

## Odkrycie
Została odkryta 21 października 1908 roku w Taunton (Massachusetts) przez Joela Metcalfa. Nazwa planetoidy pochodzi prawdopodobnie od urodzonej w Niemczech brytyjskiej królowej Adelajdy, żony Wilhelma IV.
14 marca 1904 roku Max Wolf odkrył obiekt A904 EB i nazwał go (525) Adelaide, lecz został on zagubiony. Później 3 października 1930 roku Sylvain Arend odkrył obiekt 1930 TA i nazwał go (1171) Rusthawelia. W 1958 roku A. Patry z Nicei ustalił, że chodzi o jedną i tę samą planetoidę. Ostatecznie nazwę (525) Adelaide przyznano asteroidzie 1908 EKa odkrytej 21 października 1908 roku przez Joela Metcalfa, a nazwę (1171) Rusthawelia i odkrycie planetoidy przyznano Sylvainowi Arendowi.

## Orbita
(525) Adelaide okrąża Słońce w ciągu 3 lat i 134 dni w średniej odległości 2,25 j.a. Planetoida należy do rodziny planetoidy Flora nazywanej też czasem rodziną Ariadne.